# Aire de protection du géotope de Festningen
L'aire de protection du géotope de Festningen, en norvégien Festningen geotopvernområde, est une aire protégée de Norvège de type géoparc et située au Svalbard, sur l'île de Spitzberg. Elle vise à assurer la protection du patrimoine géologique de la côte entre le cap Starostin et le cap Festningen, à l'est du cap Linné et à l'ouest du Grønfjorden.
Le site se présente sous la forme de falaises littorales. Les couches géologiques qui composent ces falaises sont datées du Permien au Tertiaire et ne montrent aucune interruption dans la succession des dépôts. De plus, de nombreux fossiles y ont été découverts. C'est le cas d'empreintes de pas d'un Iguanodon datées de 100 millions d'années qui furent répertoriées avant que l'érosion ne les précipite dans la mer.

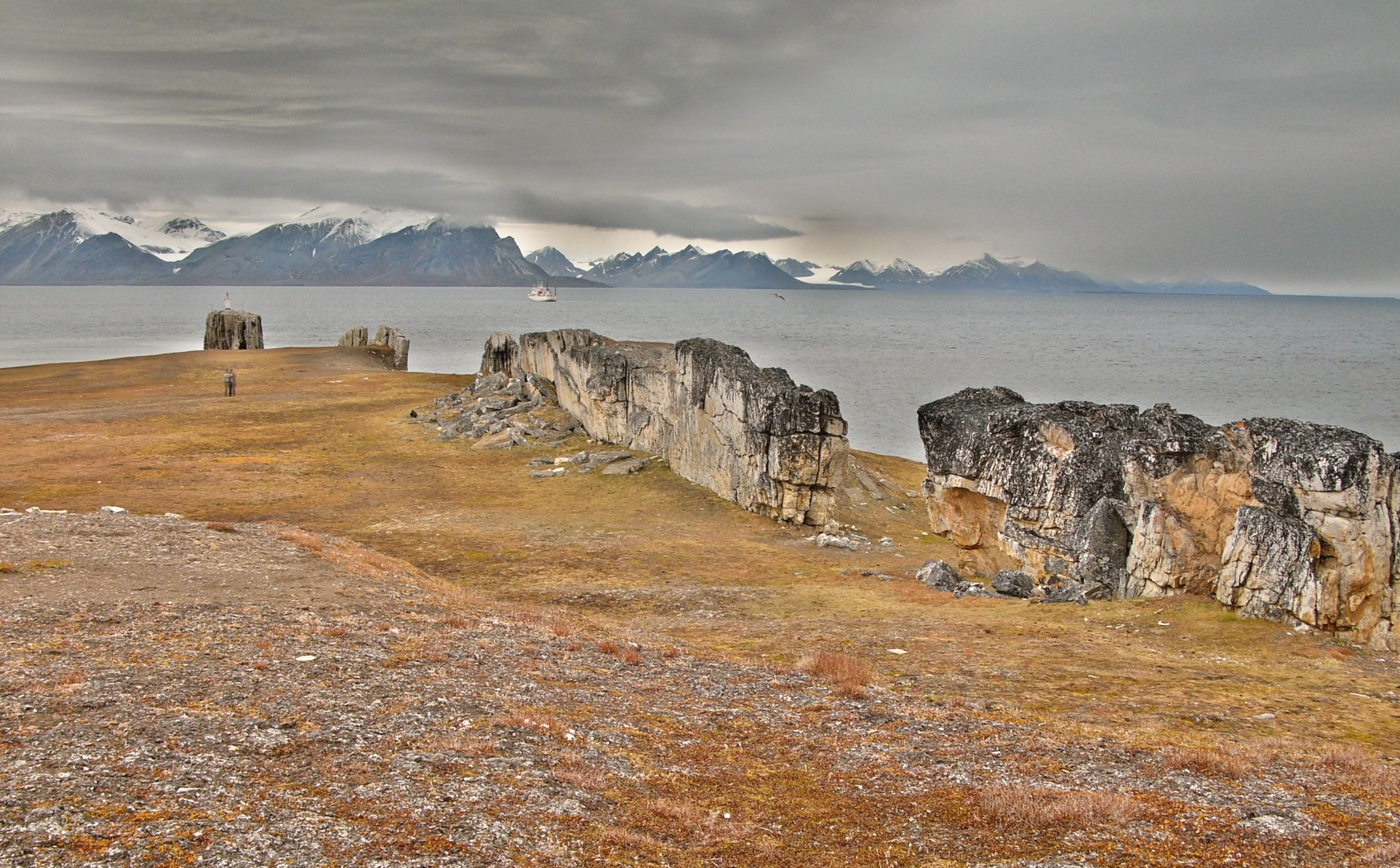
Paysage de l'aire de protection du géotope de Festningen.